# Polyélectrolyte
Un polyélectrolyte est un polymère ionique comportant un grand nombre de sites ioniques et ayant une continuité des régions d’interactions ioniques. Une fois dissous dans un solvant polaire comme l'eau, le polymère se dissocie, et apparaissent des charges sur son squelette et des contre-ions en solution. La charge est dépendante des groupements chimiques présents et parfois du pH de la solution.

## Classification
La classification des polyélectrolytes est établie en fonction de la nature des charges portées par le polymère :
- charges positives : polycations : exemples polyéthylèneimine et polyvinyleamine. Un polycation peut être une polybase, selon la terminologie des polymères, s'il contient des groupes basiques en fraction substantielle dans son motif de répétition. Les principaux groupes basiques sont les groupes amines.
- charges négatives : polyanions, exemples poly(acide acrylique), pectines et alginates. Un polyanion peut être un polyacide, selon la terminologie des polymères, s'il contient des groupes acides en fraction substantielle dans son motif de répétition. Les principaux groupes acides sont –COOH, –SO3H et –PO3H2 ;
- charges positives et négatives : polyampholytes. Parmi les polyampholytes les plus connus on peut citer les polybétaïnes.

Polyélectrolyte
Pour casser la stabilité colloïdale et augmenter artificiellement la taille des particules, on a recours à des procédés de nature physique : thermique (cuisson des boues à 200 °C) mais aussi chimique (ajout de réactifs minéraux ou polymères).
Si le conditionnement thermique est de loin le plus efficace pour diminuer le taux d’eau liée, la mise en œuvre des polyélectrolytes ne provoque pas cette baisse du taux d’eau liée mais ceux-ci ont pour effet une floculation extrêmement marquée par formation de ponts entre particules grâce aux longues chaînes ramifiées ainsi qu’une très forte diminution de la résistance de la boue permettant un drainage plus rapide de l’eau. Ces floculants sont des macromolécules à longue chaîne.
Bien des polyélectrolytes sont à disposition, il faudra choisir le polymère le plus économique, assurant un floc bien différencié, résistant mécaniquement tout en ayant une bonne drainabilité et d’une compressibilité permettant l’adhésion du floc sur la toile de filtration.
La séparation s’effectue ainsi de manière plus aisée. Ce sont les rôles des tables d’égouttage et filtres à bandes.
La préparation du polyélectrolyte est confiée à une centrale polymère automatique diluant un polymère en poudre. Elle se compose d’une cuve en acier inoxydable d’une capacité utile de 1 m3, divisée en 3 bacs.
- centrale polymère (Ath)
- centrale polymère (Enghien)

Le premier bac dit de préparation reçoit l’eau régulée et la poudre dosée. La solution mère de 4 à 6 g/l y est diluée par agitation à vitesse lente provoquée par une hélice à 4 pales. Les ingrédients sont dosés par vis doseuse pour le réactif, par électrovanne et débitmètre pour l’eau.
Ce type de doseur est alimenté à partir d’un silo muni d’un dévoûteur mécanique à lames souples. Celui-ci assure l’alimentation régulière de la vis en produit. La vis ainsi saturée entraîne une quantité donnée de produit par rotation de la spire dans la gaine.
Le deuxième bac dit de maturation assure la stabilisation et l’homogénéité du mélange grâce à l’action continue d’un agitateur. Le passage de bac en bac se fait par cloison syphoïdale.
Le troisième bac dit de stockage équipé d’un mesureur à 3 niveaux : haut mise en route de la production de polyélectrolyte ; moyen arrêt ; bas arrêt de la pompe doseuse.
À la sortie une pompe doseuse à débit variable injecte la solution mère dans une petite cuve agitée, placée en amont de la zone de drainage. Le temps de floculation est très court, généralement inférieur à une minute.

## Utilisations
Les polyélectrolytes sont un sujet actif de recherche scientifique, non seulement à cause de leurs grands potentiels industriels, médicaux et biologiques, mais également d’un point de vue purement scientifique pour l'étude de leur structure. En effet, les interactions électrostatiques entre les motifs de répétition chargés des polyélectrolytes en solution conduisent à des comportements qui peuvent être très différents des polymères neutres.